# Tanaecia waterstradti
Tanaecia waterstradti är en fjärilsart som beskrevs av Corbet 1941. Tanaecia waterstradti ingår i släktet Tanaecia och familjen praktfjärilar. Inga underarter finns listade i Catalogue of Life.